# Anydrophila hoerhammeri
Anydrophila hoerhammeri är en fjärilsart som beskrevs av Brandt 1939. Anydrophila hoerhammeri ingår i släktet Anydrophila och familjen nattflyn. Inga underarter finns listade i Catalogue of Life.